# ميكروفون (فلم)
ميكروفون هو فيلم مصري مستقل، أنتج في عام 2010، وهو الإخراج الثاني لـ أحمد عبد الله السيد، الذي عمل في حقل المونتاج السينمائي من قبل. الفيلم من إنتاج فيلم كلينيك - للمنتج محمد حفظي، وشارك في الإنتاج خالد أبو النجا.

## القصة
يعود خالد إلى الإسكندرية بعد غياب أعوام آملاً في العثور مجدداً على حبيبته القديمة وراغباً في لم شتات علاقته بوالده. لكنه سرعان ما يكتشف أن عودته هذه متأخرة بعض الشيء: حبيبته على وشك الهجرة، وتصدع علاقته بوالده لامس حدوداً يصعب إصلاحها.
منغمساً في عالمه الداخلي، يجوب خالد الإسكندرية. يتعثر صدفة بمغنين الهيب-هوب على الأرصفة، وبفتيات يعزفن موسيقي الروك فوق أسطح العمارات القديمة، وبشباب يطلون لوحات الجرافتي الصادمة تحت جنح الظلام على الجدران. يتحرك مأخوذاً بعالم يكتشفه رويداً رويداً، وتأخذ حياته بالتبدل ليجد نفسه بين فناني الشارع مستغرقاً في حياتهم التي لم يكن يدري عنها شيئا.
بإمكانياته ومعارفه المحدودة، يحاول خالد المساعدة. محاولا اظهار أنَّ للمدينة وجوهاً أخرى لا يعرف كثيرون عنها شيئاً. تختلط تفاصيل حياته الخاصة بما يدور حوله من أحداث، وينتظر تغييراً ما يؤمن أنه قادم.
من الإسكندرية، بعيداً عن القاهرة المزدحمة، تتحرك جماعات وفرق شبابية خالقة حالة فنية فريدة في الشكل والمضمون، ويأتي «ميكروفون» فيلماً ملوناً بالموسيقى والرسم، راوياً القصص الحقيقية لهذا الجيل الناشئ من فناني الإسكندرية الذين يشاركون بشخصياتهم وأسمائهم الحقيقية، معيدين رسم يومياتهم وتفاصيل حياتهم كما حدثت وتحدث معهم كل يوم.

## الشخصيات
- - خالد أبو النجا... خالد
- منة شلبي..... هدير
- يسرا اللوزي.. سلمى
- هاني عادل... هاني
- أحمد مجدي.... مجدي
- عاطف يوسف.. بائع الشرايط
- محمود اللوزي... والد خالد
- آية طارق... فنانة جرافيتي
- ياسين... ياسين لاعب السكيتينج
- سلوي محمد علي

بالإضافة إلي: محمد صالح - يس قبطان - أيمن عصفور - سامح الحلاوني - محمد نصير - أحمد رجب - عمر بوفلوت - شاهين - حموتة

### فرق غنائية
- فرقة مسار إجباري
- فرقة واي كرو فاميلي
- فرقة ماسكارا
- فرقة صوت في الزحمة

## فريق العمل
- تأليف وإخراج: أحمد عبد الله السيد
- مدير التصوير: طارق حفني
- مدير الإنتاج: هاني صقر
- مونتاج: هشام صقر
- مهندس الديكور: أمجد نجيب
- مهندس صوت: أحمد صالح
- مكساج: جمعة عبد اللطيف
- مساعد صوت: سامح نبيل
- مساعد مخرج: تامر عيسى
- مساعد مخرج ثان: مي وليد
- مساعد إنتاج: خليلي الخليلي
- مساعد مصور: محمد زيدان
- مساعد ثان: ماجد مكرم- أدهم السايح
- إنتاج: شركة فيلم كلينك[2]

## حول التصوير
تم تصوير الفيلم بالكامل بشوارع الإسكندرية وبعض الشقق والمحال هناك، فمنذ يوم 24 مارس 2010 وهو بداية التصوير هناك وعلى مدار شهرين تقريبا لم يخرج فريق العمل من المدينة الساحلية إلا بعد انتهاء تصوير الفيلم، والذي استغرق تصويره الفعلي 5 أسابيع، وتركز التصوير في منطقة وسط المدينة بالإسكندرية، حيث تم التصوير في مناطق المنشية ومحطة الرمل والشاطبي، وكذلك في مناطق سبورتينج ومعهد جوته بالإسكندرية، ومؤسسة جدران الثقافية. وانتهى التصوير يوم 3 يونيو بتصوير المشهد الختامي على كورنيش الإسكندرية، والذي جمع كل أبطال الفيلم.

## المهرجانات الدولية
حاز ميكروفون على التانيت الذهبي للدورة 23 لأيام قرطاج السينمائية المنتظمة بتونس في أكتوبر 2010 ، كما أنه اختير رسميا في مهرجان تورونتو السينمائي الدولي  والذي يعد رابع أهم مهرجانات العالم، كما يشارك في مهرجانات أخرى مثل مهرجان فانكوفر الدولي، مهرجان لندن السينمائي الدولي، وعدد آخر من المهرجانات العربية والدولية.
.
حصل ميكروفون في ديسمبر 2010 على جائزة أحسن فيلم عربي من مهرجان القاهرة السينمائي الدولي.
كما حصل على جائزة أحسن مونتاج من مهرجان دبي السينمائي الدولي السادس، منحت لـ هشام صقر الذي يعد هذا الفيلم هو فيلمه الطويل الأول كمونتير.

## روابط خارجية
- مقالات تستعمل روابط فنية بلا صلة مع ويكي بيانات